# Ośrodek Kultury i Informacji NRD
Ośrodek Kultury i Informacji Niemieckiej Republiki Demokratycznej (Kultur- und Informationszentrum, DDR-Kulturzentrum) – nieistniejąca instytucja promocji kultury i propagandy NRD w Warszawie.
Centra Kultury realizowały zadania frontu ideologicznego rządzącej w NRD partii SED, formalnie podlegając Ministerstwu Spraw Zagranicznych NRD (Ministerium für Auswärtige Angelegenheiten der DDR – MfAA). Do 1972, głównym ich celem działalności była praca na rzecz dyplomatycznego uznania NRD na Zachodzie. Ustanowiono ośrodki kultury w Pradze (1956), Warszawie (1957), Helsinkach (1960), Budapeszcie (1961), Zanzibarze (1964), Sofii (1965), Kairze (1965), Damaszku (1966), Aleksandrze (1967), Sztokholmie (1967), Chartumie, Bagdadzie (1968), Krakowie (1969), Bratysławie (1973) i Paryżu (1983). Ośrodki konkurowały z placówkami zachodnioniemieckiego Instytutu Goethego w reprezentowaniu kultury i języka niemieckiego.
W Warszawie Ośrodek mieścił się przy ul. Świętokrzyskiej 18 (1964–), uległ likwidacji w 1990 z chwilą Zjednoczenia Niemiec. Działało też podobne centrum w Krakowie przy ul. Stolarskiej 13 (–1990).